# 계룡종합운동장
계룡종합운동장(鷄龍綜合運動場, Gyeryong Stadium)은 대한민국 충청남도 계룡시에 있는 스포츠 시설이다. 인조잔디 필드와 우레탄 트랙이 갖춰진 스포츠 시설이며, 2012년 6월에 준공되었다.

## 참고 문헌
- “계룡종합운동장”. 계룡시공공시설사업소. 2020년 1월 2일에 원본 문서에서 보존된 문서. 2020년 1월 2일에 확인함.
- 《전국 공공체육 시설 현황 (2017년말 기준)》. 대한민국 문화체육관광부. 2019.
- 《2019년 전국 공공체육시설 현황 (2018년말 기준)》. 대한민국 문화체육관광부. 2020.
- 《2023 전국 공공체육시설 현황 (2022년 12월말 기준)》. 대한민국 문화체육관광부. 2024.

## 같이 보기
- 계룡종합운동장 보조경기장